# Zunacetha nervosa
Zunacetha nervosa är en fjärilsart som beskrevs av Felder och Alois Friedrich Rogenhofer 1875. Zunacetha nervosa ingår i släktet Zunacetha och familjen tandspinnare. Inga underarter finns listade i Catalogue of Life.